# Заяц (созвездие)
За́яц (лат. Lepus) — созвездие южного полушария неба. Занимает на небе площадь в 290,3 квадратного градуса, содержит 72 звезды, видимые невооружённым глазом. Наблюдается в центральных и южных районах России. Лучшие условия наблюдения — декабрь.

## История
Древнее созвездие, однако устойчивых мифологических связей не выявлено. Иногда считается добычей охотника Ориона, но это не более чем попытка объяснить близкое положение созвездий на небе. Включено в каталог звёздного неба Клавдия Птолемея «Альмагест».
В традиционной китайской системе созвездий на этом месте находятся четыре китайских астеризма, среди которых один называется Туалет.

## Примечательные объекты
- Арнеб (α Lep) — самая яркая звезда данного созвездия. Видимая звёздная величина +2,58m.
- Нихал (β Lep) — звезда, входящая в кратную систему, состоящую из пяти звёзд и являющаяся главной компонентой в системе. Видимая звёздная величина +2,84m.
- ζ Зайца (ζ Lep) — звезда с необычно тёплым пылевым диском и массивным поясом астероидов. Видимая звёздная величина +3,545m.
- HD 33142 — звезда, у которой в 2011 году открыли планету. Видимая звёздная величина +8,13m.
- R Зайца — одна из самых примечательных красных звёзд неба, названная астрономом Джоном Хайндом «Малиновой звездой». Видимая звёздная величина изменяется от +5,5m до +10,5m с периодом 432,47 дней.
- T Зайца — звезда, которая расширяется и сжимается с периодом 368 суток, вместе с этим, изменяя свою звёздную величину от 7,3m до 14,3m. После каждого максимума она теряет массу, равную массе Земли.
- М79 — шаровое скопление.
- IC 418 — небольшая планетарная туманность, которою иногда называют спирографом.

## Наблюдение
Созвездие Заяц является одним из немногих Южных созвездий, которые можно беспрепятственно наблюдать на территории России. Соотечественники, живущие в Южных и центральных регионах нашей страны, могут с лёгкостью созерцать данное созвездие. Особенно удачными будут зимние наблюдения, ведь лучшие условия для обзора это декабрь. По соседству с ним обосновались созвездия Ориона и Резца, Большого Пса и Единорога, Голубя и Эридана. Ясная погода позволяет увидеть около 40 звёзд данного созвездия, но лишь 8 из них больше четвёртой звёздной величины.